# Леберт, Зигмунд
Зигмунд Леберт (нем. Siegmund Lebert, настоящая фамилия Леви, нем. Samuel Levi; 12 декабря 1822, Людвигсбург — 8 декабря 1884, Штутгарт) — немецкий пианист, музыкальный педагог и музыковед.

## Биография
Родился в еврейской семье. С 1835 года учился пению и игре на фортепиано в Штутгарте, в том числе у Йозефа Абенгейма, затем поступил в Пражскую консерваторию, где учился у Вацлава Томашека, Фридриха Диониса Вебера и Йозефа Прокша. В 1839 году вернулся в Штутгарт, где завершил своё музыкальное образование под руководством Бернхарда Молика. Преподавал фортепиано в Людвигсбурге, затем в Мюнхене.
Вернувшись вновь в Штутгарт, в 1857 г. вместе с Иммануэлем Файстом основал Штутгартскую музыкальную школу и до 1859 г. был её соруководителем. Опубликовал два учебника фортепианной игры — один, «Школа техники, или Путь пианиста к положительной и блестящей виртуозности» (нем. Schule der Technik oder: der Weg auf dem Piano zu einer gediegenen und glänzenden Virtuosität; 1850), самостоятельно, другой, «Большая теоретическая и практическая школа клавира для систематического изучения с первых шагов до высшего совершенства» (нем. Grosse theoretisch-praktische Klavierschule für den systematischen Unterricht nach allen Richtungen des Klavierspiels vom ersten Anfang bis zur höchsten Ausbildung; 1858) — в соавторстве с Людвигом Штарком: этот учебник, особую популярность завоевавший в США, куда его первоначально завезли преподаватели-немцы (к 1884 году вышло семнадцать американских изданий), был основан на идее неустанных тренировок выносливости пальцев и оказался созвучен американской трудовой этике.
Редактировал издания фортепианных произведений Гайдна, Бетховена и других композиторов.